# Milovická pahorkatina
Die Milovická pahorkatina (deutsch Milowitzer Hügel, auch Millowitzer Hügel) sind ein Höhenzug in Südmähren, Tschechien. Sie bilden den östlichen Teil der Mikulovská vrchovina.

## Geographie
Die Milovická pahorkatina erhebt sich rechtsseitig der Thaya am Südufer des Stausees Nové Mlýny. Umliegende Ortschaften sind Nové Mlýny im Norden, Bulhary im Nordosten, Nejdek im Osten, Sedlec im Süden, Mikulov im Südwesten sowie Klentnice im Westen. Sie hat eine Ausdehnung von 37 km² und eine mittlere Höhe von 256 m. ü. M.
Gegen Norden bildet das Tal der Thaya die natürliche Grenze zum Dolnomoravský úval (Südliches Marchbecken). Nach Osten hin fällt das Hügelland zwischen der Thaya und dem Včelínek/Niklasgraben ebenfalls zum Dolnomoravský úval ab. Gegen Süden bildet der Niklasgraben die Grenze zum Marchfeld. Im Westen trennen die Täler der Bäche Klentnický potok und Mušlovský potok die Milovická pahorkatina von den Pollauer Bergen (Pavlovské vrchy).
Die Milovická pahorkatina besteht aus flyschigem Tonstein und Sandstein, Sedimentgesteinen und Löss.
Im Gegenteil zu den westlich anschließenden, stark landwirtschaftlich genutzten Pollauer Bergen (Pavlovské vrchy) ist die Milovická pahorkatina großteils bewaldet.
Der größte Teil der Milovická pahorkatina gehört seit 1976 zum 83 km² großen Landschaftsschutzgebiet Pálava und seit 1986 zum Biosphärenreservat Dolní Morava (bis 2003 Biosphärenreservat Pálava). Im Norden des Hügellandes ist seit 1994 auf einer Fläche von 88,35 ha das Naturreservat Milovická stráň ausgewiesen.

## Höchste Erhebungen
- Stará hora (Altenberg), 351 m n.m.
- Pulgarská stráň (Pulgramer Leithen), 327 m n.m.
- Vysoký roh (Hocheck) 310 m n.m.
- Liščí vrch, 298 m n.m.
- Špičák (Spitzhübel), 297 m n.m.
- Strážný vrch, 269 m n.m.